# Styles of Beyond
Styles of Beyond – amerykańska grupa hip-hopowa, w której skład wchodzą Ryan Maginn (Ryu), Takbir Bashir (Takbir), Colton Fisher (DJ Cheapshot) i Vin Skully.
Członkowie zespołu poznali się w college'u w Woodland Hills (Kalifornia) w 1994. Wydali dwa albumy w wytwórni Spytech Records, najnowszy trzeci album zostanie wydany w wytwórni Machine Shop Recordings należącej do Mike'a Shinody z Linkin Park. Raperzy współpracowali też z Mikiem Shinodą przy tworzeniu albumu Fort Minor – The Rising Tied. Wcześniej mieli też swój wkład w płyty Linkin Park. W 2007 roku ich utwór "Second To None" z gościnnym udziałem Mike'a znalazł się na soundtracku do filmu Transformers.

## Dyskografia
- 2000 Fold (1997)
- Megadef (2003)
- Razor Tag (2007)
- Reseda Beach (2012)

## Teledyski
- Nine Thou (2005)
- Shapeshifter (2005)
- Adevent Children (2006)
- Pay Me (2006)
- Playin With Fire (2007)
- Street Style (2007)
- Tech Nine (2008)